# Henri Mouchard
 (décembre 2017).
Si vous disposez d'ouvrages ou d'articles de référence ou si vous connaissez des sites web de qualité traitant du thème abordé ici, merci de compléter l'article en donnant les références utiles à sa vérifiabilité et en les liant à la section « Notes et références ».
Henri Eugène Mouchard, né le 29 juin 1885 à Bougie en Algérie et mort le 24 mai 1980 à Céret (Pyrénées-Orientales), est un général de l’Armée de l’air française.

## Biographie
Henri Mouchard naît en juin 1885.
À l’issue des études au lycée de Toulouse, il est admis en 1905 à l’École spéciale militaire de Saint-Cyr. Il entre en qualité de lieutenant dans l’aviation en octobre 1911, titulaire du brevet d’aviation militaire numéro 167 délivré le 16 septembre 1912. Il avait obtenu auparavant le brevet de pilote no 885 le 3 mai 1912.
Henri Mouchard faisait partie des « vieilles tiges » (Association de pilotes et amis de l'aviation, créée en 1920) dont il fut le dernier survivant. C’est en qualité de pilote de reconnaissance puis de pilote de bombardements qu’il avait participé à la Première Guerre mondiale où sa conduite lui avait valu de se voir attribuer la Croix de guerre 1914-1918 avant que ce mérite ne lui valût sa désignation en qualité d’adjoint aux commandements de l’Aéronautique des armées.
Colonel en 1930, il devient général de brigade en 1933.
Breveté d’État major, il devait en janvier 1922  être détaché au cabinet du ministre de la guerre où son action devait contribuer à la création de l’école militaire et d’application de l’Aéronautique, laquelle deviendra l’école de l’air qu’il commandera en 1939.
Parallèlement il se verra désigné en qualité de membre de la commission permanente consultative de la Société des Nations à Genève.
Le général Henri Mouchard devait par la suite assurer les plus hauts commandements, c’est ainsi qu'il devient directeur du personnel au ministère de l’Air. Il commandera ensuite la brigade de bombardements de Chartres puis la première région aérienne avant de devenir directeur du centre des hautes étude aérienne, d’assurer en 1940 le commandement de la première armée aérienne et de terminer sa carrière en qualité d’inspecteur général de l’aviation.
Titulaire de nombreux Ordres français et étrangers, le général Henri Mouchard reçoit en 1939 l'Ordre national de la Légion d'honneur, où il devient grand officier, ainsi que l’Ordre de Léopold en Belgique et l’Ordre de l'Aigle blanc en Pologne.
En 1939 il est désigné membre du Conseil supérieur de l'air (du 1er juillet 1937 au 31 octobre 1940).
Il est inspecteur général des Écoles de l'Armée de l'Air depuis le 15 octobre 1938 et inspecteur général de l'Enseignement Supérieur Aérien depuis le 1er juillet 1939.
Il est commandant de la 1re armée aérienne (du 2 septembre 1939 au 26 février 1940, puis en disponibilité du 26 février 1940 au 1er mars 1940).
Il est inspecteur général des Écoles et des Effectifs (du 1er mars 1940 au 1er juillet 1940).
Il est président de la Délégation française aérienne auprès de la Commission allemande d'armistice (du 1er juillet 1940 au 1er octobre 1940).
Marié à Marcelle Armangué, originaire de Céret, il y vit et y meurt le 24 mai 1980.